# NANJAMAN
NANJAMAN（ナンジャマン）は、大阪府池田市出身の日本のレゲエミュージシャン。本名は豊岡 正宏（とよおか まさひろ）。辻堂在住。

## 来歴
大阪出身。18歳時に横浜市に移り、1988年にジャマイカに行き、本場のDee-Jay Styleに影響を受け歌いはじめる。モンテゴベイのローズハイツと言うゲットーで生活していた。Demouseという友達の家に住んでいたが、その兄Culture-Cが地元のDee-Jayで彼に連れられてよく近所のサウンドシステムに行ってはマイクを握らせてもらっていた。一時期モンテゴベイのルートタクシーの運転手をしていた。
当時は、横浜のドンと呼ばれていた、Bananasize hi-fi（日本で二番目に古いレゲエサウンド）のDee-Jayとして在籍していた。初リリース曲は後にCD「Jap Jam International Vol.1」にも収録された7インチ「Gangsta 893」その後JapJam, Thunder Gate, VIP, 空手などの各レーベルから7インチシングルを出し、そして自身のレーベル「爆音Syndicate」を設立する。
7インチ「行きたきゃ行け」、ミックス・テープ「BUMPER HIT」、12インチ「LIGHT FOOT」をリリース。2000年にはマキシCDシング「Riddim Rider」「行きたきゃ行け」に続き、2002年7月にファーストアルバム「STRAIGHT UP」をリリース。2003年にはCDシングル「WORLD LEADER」2004年にはセカンドアルバム「ELIMINATOR」2005年に はCDシングル「MI NO LIKE THEN」2006年にはサードアルバム「RUFF NECK VEHICLE」をリリース。2008年にはCDシングル「home town」リリース。
そして爆音シンジケート初になるコンピレーションアルバム「FULL VIBES」をプロデュース＆リリース。2009年には4枚目のアルバムとなる「FRONT LINE」を出し、精力的に全国各地をライブしながら、コンスタントに作品をリリース。そして2010年7月に待望のベストアルバム「THE BEST」をリリース。
2012年12月からは「爆音進攻大作戦」という名で自身他、日本全国のアーティストの曲を配信で発表している。

## ディスコグラフィー

### シングル
- LIGHT FOOT
- Riddim Rider
- 行きたきゃ行け
- WORLD LEADER（2003年9月10日）
- MI NO LIKE THEN（2005年7月27日）
- HOME TOWN（2007年9月19日）

### アルバム
- STRAIGHT UP (2002年）
- ELIMINATOR（2004年8月27日）
- RUFF NECK VEHICLE（2006年7月19日）
- FRONT LINE (2009年）
- THE BEST (2010年）
- IMPULSE (2018年７月）

### 参加作品
- MOOMIN「海へ feat.NANJAMAN」
- Home Grown「Sound Terrorist(Cannabis Version)feat.NANJAMAN」
- ACKEE&SALTFISH「Precious Ting feat.NANJAMAN」「kinpanman　feat.NANJAMAN」
- SYNDICATE GIRLS「LOVE REGGAE MUSIC feat.NANJA MAN」
- 風林火山「karate style feat NANJAMAN」「昭和イズム　feat NANJAMAN」